# Dagmar Fischer

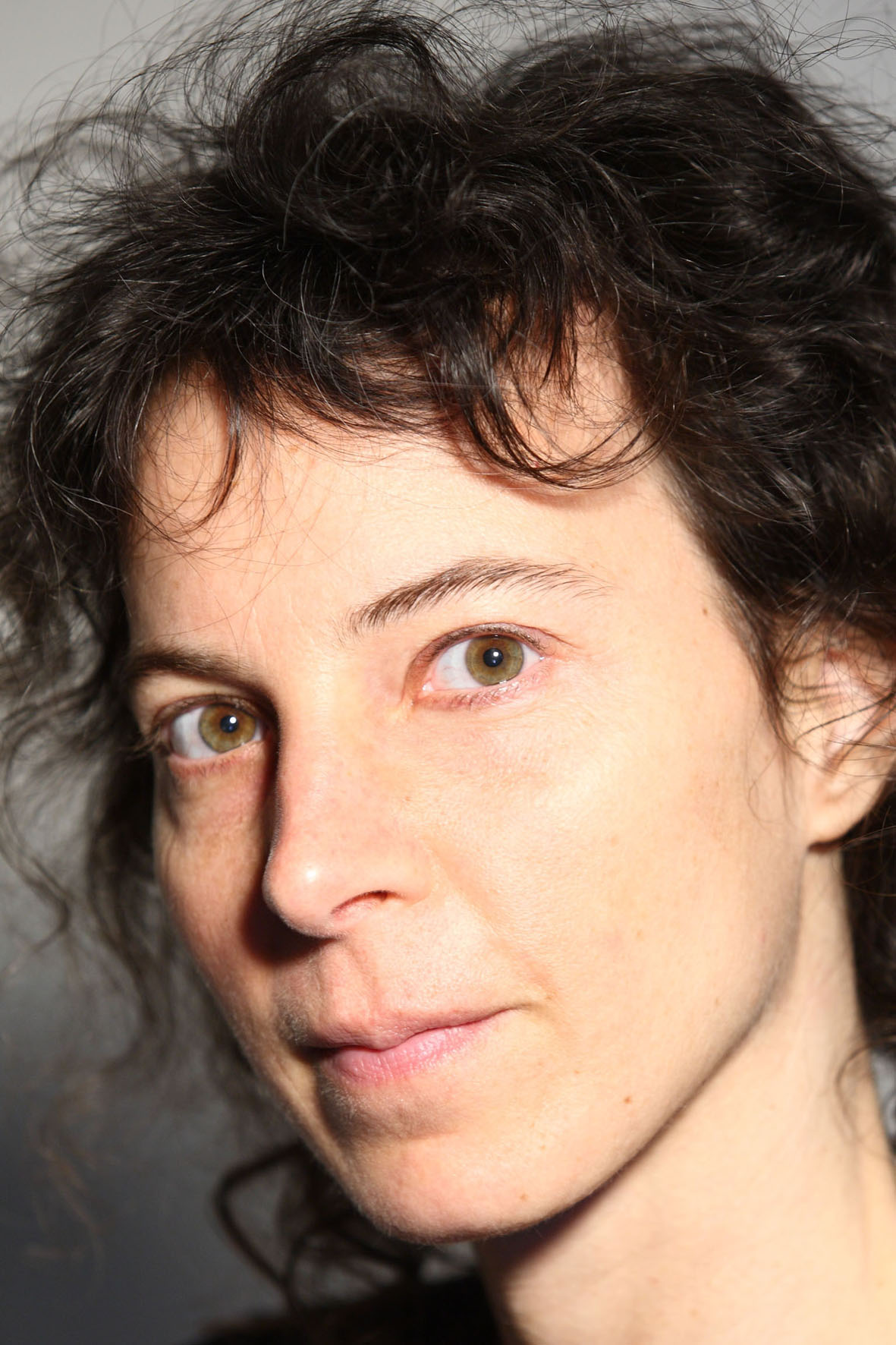
Dagmar Fischer (2009)

Dagmar Fischer (* 19. Juni 1969 in Wien) ist eine österreichische Autorin und Performerin.

## Leben
Nach der Matura am Bundesrealgymnasium GRG 13 Wenzgasse in Wien studierte Dagmar Fischer Rechtswissenschaften am Juridicum in Wien. 1992 schloss sie dieses Studium mit dem Mag. iuris ab und arbeitete in der Folge als Rechtspraktikantin an verschiedenen Wiener Gerichten (Gerichtsjahr). Dann studierte sie Lehramt für Leibeserziehung, Geschichte und Sozialkunde an der Universität Wien und beendete dieses Studium 1998 mit dem Mag. phil. Sie arbeitete einige Semester als Lehrbeauftragte für Volleyball am Institut für Sportwissenschaft der Universität Wien und mehrere Jahre als AHS-Lehrerin.
Dagmar Fischer lebt als freie Schriftstellerin in Wien. Sie schreibt vorwiegend Lyrik und Kurzprosa.
Sie ist Mitglied des Österreichischen Schriftstellerverbandes (ÖSV/AWA).

## Tätigkeiten
Dagmar Fischer – auch Lyreley genannt – beschäftigt sich vorwiegend mit dem Schreiben und Vortragen von Lyrik. Seit den 1990er Jahren hielt sie zahlreiche Lesungen und gab Performances. Sie wurde dabei oft von Musikern begleitet, so von Stephan Brodsky, Wolfgang Ratz und Hary Wetterstein. Gelegentlich arbeitete sie aber auch mit Kunstschaffenden der Bereiche Tanz/Theater zusammen. So entstanden Produktionen, bei denen die Autorin nicht nur Hauptakteurin auf der Bühne war, sondern auch für Dramaturgie und Regie verantwortlich zeichnete.
Seit 2008 tritt sie auch gemeinsam mit der Akkordeonistin Heidelinde Gratzl im Duo „Der Fisch zur blauen Linde“ mit musikalischen Lyrik-Performances auf.
Sie veröffentlichte Texte (sowohl Lyrik als auch Prosa) in verschiedenen Literaturzeitschriften (z. B. in: Die Rampe, Literarisches Österreich, Pappelblatt, & Radieschen, Reibeisen, Wienzeile), Anthologien (z. B. in: Existenz und Renitenz, Hg. Christian Schreibmüller u. a., Edition Klopfzeichen, Wien 2011; 5er-Edition. Literatur aus Margareten, Hg. Harald Pesata, Verlagshaus Hernals, Wien 2012) und Onlinemagazinen. Dagmar Fischer publizierte bisher sieben Gedichtbände und ein Hörbuch.

## Produktionen
- Tanzende Gedichte (Theater des Augenblicks, Wien 1998)
- Zieh ich Bahnen … – eine Lyrikperformance (Theater des Augenblicks, Wien 2003)
- Lyreley (Theater des Augenblicks, Theater Rigiblick, Zürich 2007)
- Herzgefechte & Schmerzgeflechte (Theater Narrenschloss, Wien 2009)
- Was ich bin (Off-Theater, Wien 2017)

## Werke
- Ausweitungen. Edition Doppelpunkt, Wien 1998, ISBN 3-85273-055-4.
- Von keiner anderen Wahl. Edition Doppelpunkt, Wien 2002, ISBN 3-85273-138-0.
- Lyreley. Edition Doppelpunkt, Wien 2005, ISBN 3-85273-179-8.
- Herzgefechte und Schmerzgeflechte. Resistenz Verlag, Neuhofen/Kr. – Linz – Wien 2009, ISBN 978-3-85285-178-5.
- Losgesagt. Lyrik der Gegenwart, Edition Art Science, Wien – St. Wolfgang 2012, ISBN 978-3-902864-01-7.
- Hör-CD: LYRELEY – Poesie aus einem Vierteljahrhundert. Gelesen von der Autorin. Am Marimbaphon: Stephan Brodsky. artdialogue, 2015.
- Lyreley. Poesie aus einem Vierteljahrhundert. Verlagshaus Hernals, Wien 2015, ISBN 978-3-902975-29-4.
- Das Lächeln der Sterne. Lyrik der Gegenwart, Edition Art Science, Wien – St. Wolfgang 2016, ISBN 978-3-902864-62-8